# Parroquia de Beauregard
La parroquia de Beauregard (en inglés: Beauregard Parish), fundada en 1912, es una de las 64 parroquias del estado estadounidense de Luisiana. En el año 2000 tenía una población de 32.986 habitantes con una densidad poblacional de 11 personas por km². La sede de la parroquia es DeRidder.

## Geografía
Según la Oficina del Censo, la parroquia tiene un área total de 3020 km² (1166,0 mi²), de la cual 3005 km² (1160,2 mi²) es tierra y 15 km² (5,8 mi²) (0.51%) es agua.

### Parroquias adyacentes
- Parroquia de Vernon - norte
- Parroquia de Allen - este
- Parroquia de Jefferson Davis - sureste
- Parroquia de Calcasieu - sur
- Condado de Newton (Texas) - oeste

## Carreteras
- U.S. Highway 171
- U.S. Highway 190
- Carretera Estatal de Luisiana 12
- Carretera Estatal de Luisiana 26
- Carretera Estatal de Luisiana 27

## Demografía
En el 2000 la renta per cápita promedia de la parroquia era de $32,582, y el ingreso promedio para una familia era de $37,886. En 2000 los hombres tenían un ingreso per cápita de $35,268 versus $19,639 para las mujeres. El ingreso per cápita para la parroquia era de $15,514. Alrededor del 15.60% de la población estaba bajo el umbral de pobreza nacional.

## Comunidades

### Ciudad
- DeRidder

### Pueblo
- Merryville

### Villa
- Ragley

### Otras comunidades
- Singer
- Dry Creek
- Sugartown
- Longville
- Graybow